# Ramses (Name)
Ramses ist der Eigenname folgender ägyptischer Pharaonen aus der 19. und 20. Dynastie:
- Ramses I. (regierte von 1291 bis 1290 v. Chr.)
- Ramses II. (Ramses der Große; 1279–1213 v. Chr.)
- Ramses III. (um 1221–1156 v. Chr.)
- Ramses IV. (1156–1150 v. Chr.)
- Ramses V. (1150–1145 v. Chr.)
- Ramses VI. (1145–1137 v. Chr.)
- Ramses VII. (1137–um 1129 v. Chr.)
- Ramses VIII. (1129–1128 v. Chr.)
- Ramses IX. (um 1128–1109 v. Chr.)
- Ramses X. (1109–1105 v. Chr.)
- Ramses XI., auch Ramses-Chaemwese (1105–um 1070 v. Chr.)

außerdem der Name folgender altägyptischer Personen:
- Ramses (Sohn von Ramses II.), Sohn von Ramses II.
- Ramses Meriatum, Sohn von Ramses III.
- Ramses Userherchepesch, Schatzhausvorsteher der 20. Dynastie